# Rothmannia mayumbensis
Rothmannia mayumbensis är en måreväxtart som först beskrevs av Ronald D'Oyley Good, och fick sitt nu gällande namn av Ronald William John Keay. Rothmannia mayumbensis ingår i släktet Rothmannia och familjen måreväxter. Inga underarter finns listade i Catalogue of Life.